# Margon (Hérault)
Margon ist ein südfranzösischer Ort und eine Gemeinde mit 775 Einwohnern (Stand 1. Januar 2022) im Département Hérault in der Region Okzitanien.

## Lage und Klima
Das Runddorf (Circulade) Margon liegt auf einem Hügel in einer Höhe von etwa 60 m etwa 23 km (Fahrtstrecke) nordöstlich von Béziers; die Kleinstadt Pézenas ist nur 12 km in südöstlicher Richtung entfernt. Die Runddörfer Gabian, Roujan, Caux und Alignan-du-Vent befinden sich im Umkreis von etwa fünf Kilometern. Das in hohem Maß vom Mittelmeer beeinflusste Klima ist mild warm; Regen (ca. 650 mm/Jahr) fällt überwiegend im Winterhalbjahr.

## Bevölkerungsentwicklung
| Jahr                      | 1800 | 1851 | 1901 | 1954 | 1999 | 2018 |
| Einwohner                 | 157  | 197  | 273  | 208  | 244  | 710  |
| Quelle: Cassini und INSEE |      |      |      |      |      |      |

Die Einwohnerzahl der Gemeinde ist seit dem 19. Jahrhundert trotz Reblauskrise und der fortschreitenden Mechanisierung der Landwirtschaft im Wesentlichen unverändert geblieben. Aufgrund der relativen Nähe zur Großstadt Béziers und den auf dem Lande deutlich niedrigeren Immobilienpreisen ist in den letzten Jahren ein deutlicher Anstieg der Bevölkerungszahlen zu verzeichnen.

## Wirtschaft
In früheren Zeiten lebten die Bewohner des Ortes als weitgehende Selbstversorger von der Landwirtschaft, wobei neben Getreide auch Wein angebaut wurde. Daneben betrieb man ein wenig Viehzucht (Schweine, Hühner etc.). Wie in vielen Orten des Languedoc dominierte im 19. Jahrhundert der Weinbau, der heute etwa auf der Hälfte der Anbauflächen betrieben wird; die örtliche Winzergenossenschaft vermarktet den hier produzierten Wein über die Appellationen Côtes de Thongue, Pays d’Herault und Pays d’Oc. Auf der anderen Hälfte werden Getreide (Weizen, Mais) und Sonnenblumen angebaut.

## Geschichte
Römische oder gallorömische Ursprünge des Ortes sind nicht belegt. Eine mittelalterliche Burg ist seit dem 11. Jahrhundert bezeugt; in diese Zeit dürften auch die Anfänge der Circulade fallen, denn die örtliche Pfarrkirche wurde bereits im 12. Jahrhundert erbaut und in den Häuserring integriert.

## Sehenswürdigkeiten

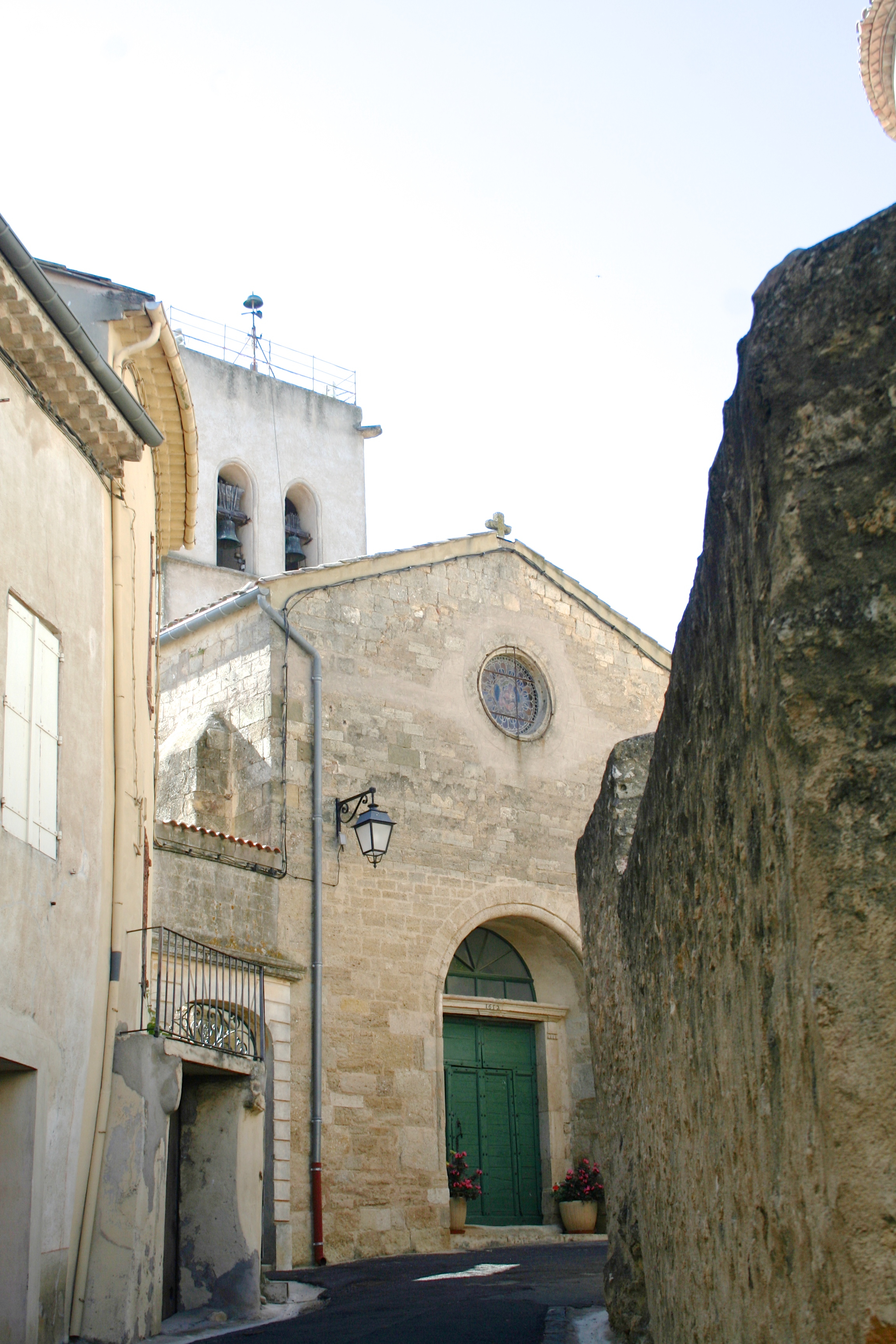
Kirche Saint-Christophe

- Der alte Ortskern von Margon gehört zum Typus der Circulades – Runddörfer, die aus Verteidigungsgründen um einen Kern, bestehend aus einer Burg und/oder Kirche, herum angelegt wurden und deren äußere Häuserfront als Ersatz für eine kostspielige Stadtmauer diente. In Margon ist der Häuserring nicht völlig geschlossen – auf der rückwärtigen Seite der Burg befindet sich ein Abhang, der kaum zu erklimmen war und deshalb nicht verteidigt werden musste.
- Die Burg (château oder domaine) stammt aus dem 16. Jahrhundert und erhebt sich an der Stelle eines mittelalterlichen Vorgängerbaus aus dem 11. und 13. Jahrhundert. Aus dem Mauerwerk der runden Ecktürme kragen noch die Konsolen der mittelalterlichen Wehrgänge (machicoulis) hervor. Der im Privatbesitz befindliche Bau wurde im Jahr 1937 als Monument historique anerkannt.[1] Der symmetrisch angelegte Garten kann in den Sommermonaten besichtigt werden.
- Die Pfarrkirche Saint-Christophe stammt aus dem 12. Jahrhundert; lediglich die Fassade und der Glockenturm wurden im 17. Jahrhundert grundlegend umgestaltet – am Portal ist die Jahreszahl 1652 eingemeißelt. Als Baumaterial wurden in der Hauptsache grob behauene Bruchsteine verwendet, die dennoch in Lagen und im Verband vermauert wurden; die Ecksteine sind dagegen exakt behauen. Das einschiffige Innere der Kirche wird von einem Tonnengewölbe überspannt; die polygonal gebrochene Apsis ist von einer Kalotte überwölbt. Teile der Ausstattung (Altar, Taufbecken) stehen unter Denkmalschutz.